# كارول صقر
كارول صقر (11 أغسطس 1969 -)، مغنية لبنانية. كانت بدايتها بعقد الثمانينات القرن العشرين، بدأت بالغناء باللغة الإنجليزية وفازت بعدة جوائز في عدة مهرجانات أدت أغاني عدة مسلسلات مكسيكية مدبلجة إلى اللغة العربية، غنّت مع الفنان عاصي الحلاني أغنية «قللي جايي» في شكل دويتو، أطلقت أول ألبوم لها بالعربية «دقة قلبك» بعام 2005. متزوجة من الموزع والملحن هادي شرارة وهي ابنة زعيم حزب حراس الأرز إتيان صقر وأخت المغنية باسكال صقر.

## أعمالها

### من الألبومات
- 2006: دقة قلبك، ويضم 8 أغاني هم:
  - بموت عليك.
  - سهرت عيوني.
  - يا قلبي روق.
  - دقة قلبك.
  - شو بدك.
  - حاكيني.
  - وين بلاقيك.
  - طمنتني.
- 2009: كارول 009، ويضم 8 أغاني هم:
  - جرح غيابك.
  - بقلبي.
  - غلطان كتير.
  - ارتاح وريحني.
  - وبتسأل شو بني.
  - إيه الجديد.
  - حقك عليي.
  - حر تصدقني.